# Mercedes W14
Mercedes W14 —  болід Формули-1, розроблений і виготовлений Мерседес для участі в чемпіонаті Формули-1 2023. Пілотами стали семиразовий чемпіон Формули-1 Льюїс Гамільтон та Джордж Расселл, для якого це стало другим повноцінним сезоном з командою.

## Розробка і дизайн
Керівник команди Тото Вольфф стверджує, що W14 матиме «іншу ДНК» від попередника, Mercedes W13, після складного сезону 2022 року, в якому команда не змогла втрутитись в боротьбу за чемпіонство.
Під час презентації, яка відбулася 15 лютого 2023 року, було показано W14 з чорною лівреєю, як і в його попередників, Mercedes F1 W11 2020 року та W12 2021 року, але на відміну від вищезгаданих автомобілів чорна ліврея на автомобілі в першу чергу використовується не для сприяння різноманітності, а для зниження ваги після того, як команда зізналася, що мала проблеми із зайвою вагою на своїй машині 2022 року, W13, яка мала традиційну сріблясту ліврею. Чорний колір було створено шляхом залишення деяких частин незабарвленим вуглецевим волокном, тоді як інші частини були пофарбовані чорною матовою фарбою.

## Результати
| Рік      | Команда                       | Двигун                                 | Шини | Гонщик          | Гран-прі | Гран-прі | Гран-прі | Гран-прі | Гран-прі | Гран-прі | Гран-прі | Гран-прі | Гран-прі | Гран-прі | Гран-прі | Гран-прі | Гран-прі | Гран-прі | Гран-прі | Гран-прі | Гран-прі | Гран-прі | Гран-прі | Гран-прі | Гран-прі | Гран-прі | Очки | Місце |
| Рік      | Команда                       | Двигун                                 | Шини | Гонщик          | БАХ      | САУ      | АВС      | АЗЕ      | МАЯ      | МОН      | ІСП      | КАН      | АВТ      | ВЕЛ      | УГО      | БЕЛ      | НІД      | ІТА      | СІН      | ЯПО      | КАТ      | США      | МЕХ      | САП      | ЛВГ      | АБУ      | Очки | Місце |
| -------- | ----------------------------- | -------------------------------------- | ---- | --------------- | -------- | -------- | -------- | -------- | -------- | -------- | -------- | -------- | -------- | -------- | -------- | -------- | -------- | -------- | -------- | -------- | -------- | -------- | -------- | -------- | -------- | -------- | ---- | ----- |
| 2023     | Mercedes-AMG Petronas F1 Team | Mercedes F1 M14 E Performance 1.6 V6 t | P    | Льюїс Гамільтон | 5        | 5        | 2        | 67       | 6        | 4        | 2        | 3        | 8        | 3        | 4        | 47       | 6        | 6        | 3        | 5        | Схід5    | ДСК2     | 2        | 87       | 7        | 9        | 409  | 2     |
| 2023     | Mercedes-AMG Petronas F1 Team | Mercedes F1 M14 E Performance 1.6 V6 t | P    | Джордж Расселл  | 7        | 4        | Схід     | 84       | 4        | 5        | 3        | Схід     | 78       | 5        | 6        | 68       | 17       | 5        | 16†      | 7        | 4        | 58       | 6        | Схід4    | 8        | 3        | 409  | 2     |
| Джерело: |                               |                                        |      |                 |          |          |          |          |          |          |          |          |          |          |          |          |          |          |          |          |          |          |          |          |          |          |      |       |